# Twisted Pictures
Twisted Pictures — американська кінокомпанія створена Греггом Хоффманом, Марком Бергом і Орен Коулсом у 2004 році. В основному компанія займається виробництвом  фільмів жахів. Найбільше компанія відома за створення серії фільмів «Пила».

## Історія
Після успішних касових зборів фільму «Пила: Гра на виживання» Марк Берг, Орен Коулес та Грегг Гоффман заснували «Twisted Pictures» як підрозділ «Evolution Entertainment» для створення фільмів жахів.

## Фільмографія
| Фільм                           | Дата релізу     | Кошторис   | Збори (у світі) |
| ------------------------------- | --------------- | ---------- | --------------- |
| Пила                            | 2003            | Н/Д        | Н/Д             |
| Пила: Гра на виживання          | 19 січня 2004   | $ 1,2 млн  | $ 103 911 669   |
| Пила: Відродження               | 25 жовтня 2005  | Н/Д        | Н/Д             |
| Пила 2                          | 28 жовтня 2005  | $ 4 млн    | $ 147 748 505   |
| Пила 3                          | 27 жовтня 2006  | $ 10 млн   | $ 164 874 275   |
| Мертва тиша                     | 16 березня 2007 | $ 20 млн   | $ 22 217 407    |
| Катакомби                       | 6 липня 2007    | Н/Д        | Н/Д             |
| Пила 4                          | 26 жовтня 2007  | Н/Д        | $ 139 352 633   |
| Vlog (телесеріал)               | 24 квітня 2008  | Н/Д        | Н/Д             |
| Ріпо! Генетична опера           | 18 липня 2008   | $ 8,5 млн  | $ 188 126       |
| Пила 5                          | 23 жовтня 2008  | $ 10,8 млн | $ 113 864 059   |
| Vlog                            | 24 жовтня 2008  | Н/Д        | Н/Д             |
| Пила 6                          | 23 жовтня 2009  | $ 11 млн   | $ 68 233 629    |
| Замучений                       | 28 серпня 2010  | Н/Д        | Н/Д             |
| День матери                     | 23 вересня 2010 | Н/Д        | Н/Д             |
| Пила 3D                         | 22 жовтня 2010  | $ 20 млн   | $ 136 150 434   |
| Техаська різанина бензопилою 3D | 4 січня 2013    | $ 20 млн   | $ 47 241 945    |
| Пекельний ловець                | 10 жовтня 2014  | Н/Д        | Н/Д             |
| На глибині                      | 12 лютого 2016  | Н/Д        | Н/Д             |
| Гевенгерст                      | 14 травня 2016  | $ 3 млн    | $ 585 362       |
| Пила 8                          | 27 жовтня 2017  | $ 10 млн   | $ 102 952 562   |
| Я гуляла з зомбі                | анонсовано      | Н/Д        | Н/Д             |